# Гладкий Іван Іванович
Іван Іванович Гладкий (2 листопада 1930, Маринівка тепер Старобільського району Луганської області — 18 квітня 2001, Москва) — радянський профспілковий діяч, секретар ВЦРПС, голова Державного комітету СРСР із праці і соціальних питань. Депутат Верховної Ради СРСР 11-го скликання. Кандидат у члени ЦК КПРС у 1986—1990 р. Герой Соціалістичної Праці (28.05.1960).

## Біографія
Народився в селянській родині.
У 1949–1950 роках — бригадир агролісомеліораторів в радгоспах Ворошиловградської області.
У 1950–1954 роках — служба в Радянській армії.
Член КПРС з 1953 по 1991 рік.
У 1954–1964 роках — слюсар, апаратник, начальник зміни цеху капролактаму, начальник відділення, заступник начальника цеху Лисичанського (Сєвєродонецького) хімічного комбінату Ворошиловградської (Луганської) області.
У 1963 році без відриву від виробництва закінчив Харківський політехнічний інститут імені Леніна, здобув спеціальність інженера-технолога.
У 1964–1966 роках — голова заводського комітету профспілки Сєвєродонецького хімічного комбінату Луганської області.
У 1966–1970 роках — голова Українського республіканського комітету профспілки робітників нафтової і хімічної промисловості.
У грудні 1970 — 1981 роках — секретар Української республіканської ради профспілок.
29 липня 1981 — 4 квітня 1986 року — секретар Всесоюзної центральної ради професійних спілок (ВЦРПС).
10 січня 1986 — 7 червня 1989 року — голова Державного комітету СРСР із праці і соціальних питань.
З липня 1989 року — персональний пенсіонер союзного значення в Москві.
Похований у Москві на Троєкурівському цвинтарі.

## Нагороди
- Герой Соціалістичної Праці (28.05.1960)
- орден Леніна (28.05.1960)
- два ордени Трудового Червоного Прапора (25.08.1971, 22.12.1977)
- медаль «За трудову доблесть» (26.04.1963)
- медалі